# Postcards from a Young Man
Postcards from a Young Man je desáté studiové album velšské rockové skupiny Manic Street Preachers. Jeho nahrávání probíhalo od října 2009 do června 2010 ve studiu Faster v Cardiffu. Jeho producenty byli Dave Eringa, Loz Williams a skupina sama. Vyšlo v září 2010 u vydavatelství Columbia Records. Album bylo nominováno na Welsh Music Prize.

## Seznam skladeb
| Pořadí | Název                               | Hudba                            | Text       | Délka |
| ------ | ----------------------------------- | -------------------------------- | ---------- | ----- |
| 1.     | (It's Not War) Just the End of Love | James Dean Bradfield, Sean Moore | Nicky Wire | 3:27  |
| 2.     | Postcards from a Young Man          | Wire                             | Wire       | 3:35  |
| 3.     | Some Kind of Nothingness            | Bradfield, Moore                 | Wire       | 3:50  |
| 4.     | The Descent (Pages 1 & 2)           | Bradfield, Moore                 | Wire       | 3:27  |
| 5.     | Hazelton Avenue                     | Bradfield, Moore                 | Wire       | 3:23  |
| 6.     | Auto-Intoxication                   | Bradfield, Moore                 | Wire       | 3:47  |
| 7.     | Golden Platitudes                   | Bradfield, Moore                 | Wire       | 4:23  |
| 8.     | I Think I Found It                  | Bradfield, Moore                 | Bradfield  | 3:06  |
| 9.     | A Billion Balconies Facing the Sun  | Bradfield, Moore                 | Wire       | 3:39  |
| 10.    | All We Make Is Entertainment        | Bradfield, Moore                 | Wire       | 4:15  |
| 11.    | The Future Has Been Here 4Ever      | Bradfield, Moore                 | Wire       | 3:38  |
| 12.    | Don't Be Evil                       | Bradfield, Moore                 | Wire       | 3:18  |

## Obsazení
Manic Street Preachers
- James Dean Bradfield – zpěv, elektrická kytara, mandola
- Nicky Wire – basová kytara, akustická kytara, zpěv, doprovodný zpěv
- Sean Moore – bicí, perkuse, trubka

Ostatní
- Ian McCulloch – zpěv v „Some Kind of Nothingness“
- John Cale – klávesy a noise v „Auto-Intoxication“
- Duff McKagan – baskytara v „A Billion Balconies Facing the Sun“
- Loz Williams – klavír, Hammondovy varhany, mellotron
- Nick Naysmith – klavír, Hammondovy varhany
- Catrin Wyn Southall – doprovodný zpěv
- Melissa Henry – doprovodný zpěv
- Osian Rowlands – doprovodný zpěv
- Gareth Treseder – doprovodný zpěv
- Fflur Rowlands – doprovodný zpěv
- Roland George – doprovodný zpěv
- Aled Powys Williams – doprovodný zpěv
- Andy Walters – smyčcové nástroje
- Joanna Walters – smyčcové nástroje
- Carly Worsford – smyčcové nástroje
- Bernard Kane – smyčcové nástroje
- Simon Howes – smyčcové nástroje
- Nathan Stone – smyčcové nástroje
- Richard Phillips – smyčcové nástroje
- Claudine Liddington – smyčcové nástroje